# Cicatrizzante
Un cicatrizzante è un prodotto che favorisce la guarigione attraverso la formazione di tessuto cicatriziale. Il suo nome deriva dal latino cicatrix, che significa cicatrice.
La cicatrizzazione è un processo di guarigione dei tessuti lesionati attraverso una serie di trasformazioni, che garantiscono la ricostruzione anatomica del tessuto leso. Non è da confondere con i processi di rigenerazione (biologia) dei tessuti, che mirano invece al ripristino funzionale attraverso la ricostituzione di strutture ben differenziate (tipici degli anfibi e dei pesci).
Il processo di cicatrizzazione avviene, in genere, in tre fasi:
- quella iniziale, di natura infiammatoria con chiusura e detersione della ferita,
- quella intermedia in cui la ferita si chiude per la formazione di tessuto di granulazione,
- l'ultima fase (in genere più lunga) di "maturazione" con rimodellamento della cicatrice vera e propria.